# Elongata

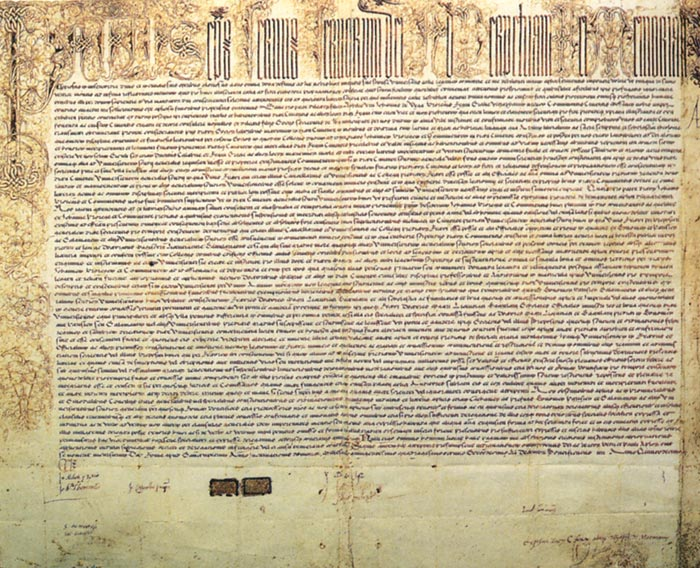
Elongata v bule papeže Pavla III. (1548)

Elongata či Littera elongata (v latině prodloužené písmo) je v pomocných vědách historických označení pro zvýraznění (prodloužení) písma na prvním řádku listiny. Tento typ písma se objevuje už od karolínského období a své uplatnění našel v listinách světských vydavatelů i v papežských bulách.